# Cinnamomum parthenoxylon
Cinnamomum parthenoxylon е вид растение от семейство Лаврови (Lauraceae).

## Разпространение
Разпространен е в Индонезия, Малайзия, Филипини и Виетнам.